# Trechirgau

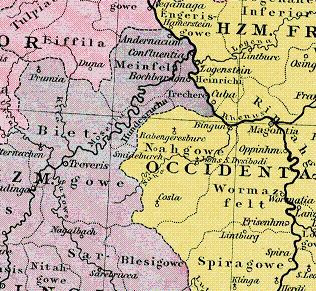
El Trechirgau (Trechere) al costat de l'Hundesrucha al voltant de 1000

El Trechirgau (Trechere) és una regió historica d'Alemanya de l'època medieval. Pertanyia al Ducat Lorena. La seva extensió és només aproximadament coneguda i consistia aproximadament en el triangle Enkirch (Mosel·la), Coblença i Oberwesel (Rin).

## Història
El Trechirgau estava unit estretament amb el Maingau. El lloc principal era a Treis al Mosel·la. El districte al voltant de Treis és documentalment conegut amb el nom de Trigorium. La comarca era administrada per comtes. Com a comtes del Trechirgau estan testimoniats els Bertold/Becelins, que s'extingiren a finals del segle xi. La resta de la història del Trechirgau és confusa. Parts de la província apareixen més tard en possessió dels comtes del Palatinat del Rin, dels comtes de Virneburg, dels Comtes de Sponheim i de l'Arquebisbat de Trèveris.